# باولا برومانا
باولا برومانا (بالإيطالية: Paola Brumana)‏ (من مواليد 26 نوفمبر 1982): مهاجمة كرة قدم إيطالية. وتلعب لفريق يو بي سي تافاكناكو في دوري الدرجة الأولى الإيطالي للسيدات منذ سنة 2008.
شاركت لأول مرة مع المنتخب الإيطالي للسيدات ضد النمسا في 7 نيسان 2013. وكانت ضمن تشكيلة المنتخب الوطني في بطولة أمم أوروبا للعام 2013.

## روابط خارجية
- باولا برومانا على موقع الاتحاد الأوربي (الإنجليزية)
- باولا برومانا على موقع قاعدة بيانات كرة القدم.إي يو (الإنجليزية)
- باولا برومانا على موقع Soccerway.com (الإنجليزية)
- باولا برومانا على موقع عالم كرة القدم.نت (الإنجليزية)